# Johann Gotthard Schlichthorst
Johann Gotthard Schlichthorst (* 5. November 1723 in Cadenberge; † 15. Dezember 1780 in Bremen) war ein deutscher Theologe.

## Biografie
Schlichthorst war der Sohn eines Kaufmanns. Die Familie war eine bekannte Theologenfamilie. Sein Sohn war der Theologe und Historiker Hermann Schlichthorst (1766–1820). Er erhielt Privatunterricht und besuchte dann die Schule in Otterndorf sowie das Domgymnasium Verden. Er studierte von 1742 bis 1746 Theologie an der Universität Rostock und der Universität Göttingen. Zunächst arbeitete er als Hauslehrer. 1765 wurde er Pfarrer und 1775 Pastor Primarius und Superintendent am Bremer Dom. 1778/1780 war er der Herausgeber eines neuen Gesangbuchs der Domgemeinde. Eine Reihe seiner Predigten wurden gedruckt. 